# Prochilodus nigricans
Prochilodus nigricans és una espècie de peix d'aigua dolça i de clima tropical de la família dels proquilodòntids i de l'ordre dels caraciformes present a Amèrica del Sud a les conques dels rius Amazones i Tocantins, i, també, a l'Argentina.
Els mascles poden assolir 37 cm de longitud total.